# Nausinoe aphrospila
Nausinoe aphrospila är en fjärilsart som beskrevs av Edward Meyrick 1936. Nausinoe aphrospila ingår i släktet Nausinoe och familjen Crambidae. Inga underarter finns listade i Catalogue of Life.